# 安德鲁·古德曼

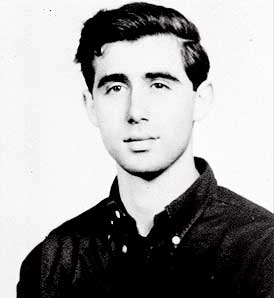
安德鲁·古德曼

安德鲁‧古德曼（英語： （1943年11月23日—1964年6月21日），是1964年自由之夏運動中，在密西西比州被三K黨成員殺害的三名美國民權運動社會運動參與者之一。另外兩位被殺害的志工為麥可·史維納（Michael Schwerner （页面存档备份，存于）)以及詹姆斯‧錢尼。
2014年，由巴拉克·歐巴馬總統頒發總統自由勳章。